# Powieść historyczno-fantastyczna
Fantastyka historyczna (fantasy historyczna, literatura historyczno-fantastyczna) czerpie z dwóch zazębiających się o siebie gatunków literackich: powieści historycznej i fantastycznej. Często zamysłem autora jest przedstawianie związków przyczynowo-skutkowych obecnych w historii z wykorzystaniem elementów charakterystycznych dla fantastyki: przykładowo zwycięstwo danego stronnictwa w historycznej bitwie może być uwarunkowane w powieści historyczno-fantastycznej działaniem sił nadprzyrodzonych, mocy, magii. W powieści takiej dwa światy współgrają ze sobą i uzupełniają się.